# 沼津市立開北小学校
沼津市立開北小学校（ぬまづしりつ かいほくしょうがっこう）は、静岡県沼津市高沢町にある公立小学校。卒業生は主に沼津市立第五中学校へ進学する。

## 沿革
- 1954年（昭和29年） - 「沼津市立第五小学校・西分校」として開校[1]。
- 1957年（昭和32年） - 「沼津市立開北小学校」として独立[1]。
- 1959年（昭和34年） - 校舎増築[1]。
- 1963年（昭和38年） - プール建設[1]。
- 1968年（昭和43年） - 屋内運動場（体育館）新設[1]。

## 通学区域
- 高島町、高沢町、高島本町、双葉町、本田町、寿町（一部）、北高島町（一部）、沼北町一丁目、沼北町二丁目、西沢田（一部）[2]

## 指定避難所
本校は、以下の地域の避難所に指定されている。
- 高島町、高島町西、高沢町、双葉町北、双葉町南、本田町

## 関連事項
- 静岡県小学校一覧